# Anna Austen
Pour les articles homonymes, voir Austen.
Jane Anna Elizabeth Austen (1793-1872), plus tard Anna Lefroy après son mariage en 1814 avec Benjamin Lefroy, est avec Fanny Knight l'une des nièces préférées de la romancière Jane Austen. Elle est la fille de James Austen, le fils aîné de la famille Austen, et de sa première épouse Anne Mathew.
Vive, intelligente, elle partage avec sa tante son intérêt pour l'écriture et commence elle-même un roman, qui aurait pu s'intituler Which is the heroine? (Quelle est l'héroïne ?), qu'elle abandonne et finalement détruit après son mariage. Elle s'efforce de terminer le roman inachevé de sa tante, Sanditon, mais ne peut y parvenir. Elle écrit ses souvenirs de Jane Austen, qui serviront à son demi-frère, James Edward Austen-Leigh, pour rédiger sa biographie A Memoir of Jane Austen (Souvenir de Jane Austen).

## Biographie
Après la mort de sa mère en mai 1795, Anna Austen vient vivre à Steventon avec ses deux tantes et ses grands parents. Elle n'en part qu'en janvier 1797, lorsque son père se remarie, mais garde même alors des relations étroites avec Jane Austen. 
Dès son enfance, Anna Austen montre un caractère considéré comme parfois difficile, car elle se heurte en particulier à sa belle-mère, Mary Lloyd, ce qui entraine également quelques tensions avec son père. Mais elle est vive, intelligente, indépendante, et montre quelques dispositions littéraires, ce qui renforce le sentiment de proximité avec sa tante Jane. 
Sans l'accord de ses parents, elle se fiance à seize ans, en 1809, pour rompre l'année d'après alors qu'ils venaient de donner leur accord. Elle épouse Benjamin Lefroy à Steventon le 8 novembre 1814.
On conserve encore aujourd'hui 15 lettres de Jane Austen à Anna, dont les plus intéressantes concernent 1814, lorsque Anna s'essaye à l'écriture d'un roman, qui aurait pu s'appeler Which is the heroine? (Quelle est l'héroïne ?). Anna envoie à sa tante les chapitres de son roman au fur et à mesure qu'elle les écrit. Les conseils que lui renvoie Jane Austen font partie des très rares écrits que l'on a d'elle où elle explique sa conception du travail du romancier. 
Peu après son mariage avec Benjamin Lefroy, Anna abandonne son projet de roman et détruit plus tard le manuscrit. Elle se trouve finalement à la tête d'une famille de sept enfants, ce qui lui laisse peu de temps pour autre chose.

## Œuvres

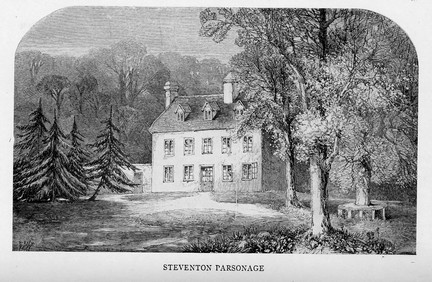
Le presbytère de Steventon, tel qu'il est dépeint dans A Memoir of Jane Austen, est sans doute inspiré des dessins qu'en fait à l'époque Anna Austen.

Elle écrira finalement quelques rares œuvres :
- un court roman, Mary Hamilton (1833) ;
- deux contes pour enfants : The Winter's Tale (Le Conte de l'hiver) en 1841, et Springtide (Printemps), en 1842 ;
- une tentative pour terminer le roman inachevé de Jane Austen, Sanditon, qui lui revient après la mort de Cassandra ; elle abandonne après avoir écrit environ 20 000 mots ;
- et enfin, vers le milieu des années 1860, ses propres souvenirs de Jane Austen, dont son demi-frère James Edward Austen-Leigh se servira en 1869 pour écrire son A Memoir of Jane Austen (Souvenir de Jane Austen), première biographie de Jane Austen, qui la révèle au public[1].

C'est Anna Austen enfin qui dessine le presbytère de Steventon tel qu'il est à l'époque.